# Lexington (Oregón)
Lexington es una ciudad ubicada en el condado de Morrow en el estado estadounidense de Oregón. En el año 2000 tenía una población de 239.09 habitantes y una densidad poblacional de 263 personas por km².

## Geografía
Lexington se encuentra ubicada en las coordenadas 45°26′43″N 119°41′17″O / 45.44528, -119.68806.

## Demografía
Según la Oficina del Censo en 2000 los ingresos medios por hogar en la localidad eran de $43,125 y los ingresos medios por familia eran $50,625. Los hombres tenían unos ingresos medios de $37,969 frente a los $24,688 para las mujeres. La renta per cápita para la localidad era de $23,152. Alrededor del 12% de la población estaban por debajo del umbral de pobreza.